# 1466
Il 1466 (MCDLXVI in numeri romani) è un anno  del XV secolo.

## Eventi
- Rivolta dei Soderini a Firenze stroncata dai Medici.
- Galeazzo Maria Sforza succede al padre Francesco Sforza nella guida della città di Milano.
- 15 gennaio – Il terremoto dell'Irpinia provoca immensi danni e centinaia di morti nell'Italia meridionale.
- 19 ottobre – Trattato di Toruń: Si conclude la Guerra dei tredici anni con la sconfitta dell'Ordine teutonico, che perse diversi territori in favore del Regno di Polonia.

## Nati
- 4 febbraio - Scipione Forteguerri, grammatico e umanista italiano († 1515)
- 10 febbraio - Paride da Ceresara, umanista, poeta e astrologo italiano († 1532)
- 11 febbraio - Elisabetta di York, regina britannica († 1503)
- 19 marzo - Giovanni di Leonardo Carnesecchi, politico italiano († 1527)
- 29 marzo - Petrus Blomevenna, teologo, scrittore e monaco cristiano tedesco († 1536)
- 26 aprile - Quentin Massys, pittore fiammingo († 1530)
- 20 maggio - Giuliano Cesarini, cardinale italiano († 1510)
- 22 maggio - Marin Sanudo il Giovane, storico e politico italiano († 1536)
- 18 giugno - Ottaviano Petrucci, editore musicale italiano († 1539)
- 4 luglio - Guglielmo I d'Assia, nobile († 1515)
- 5 luglio - Giovanni Sforza, condottiero italiano († 1510)
- 10 agosto - Francesco II Gonzaga, nobile, condottiero e collezionista d'arte italiano († 1519)
- 9 settembre - Ashikaga Yoshitane, militare giapponese († 1523)
- 16 novembre - Francesco Cattani da Diacceto, filosofo italiano († 1522)
- 29 novembre - Agostino Chigi, banchiere, imprenditore e armatore italiano († 1520)
- 30 novembre - Andrea Doria, ammiraglio, politico e nobile italiano († 1560)
- 1º dicembre - Francesco Febo di Navarra, re († 1483)
- 9 dicembre - Cosimo de' Pazzi, abate, arcivescovo cattolico e diplomatico italiano († 1513)
- Giovanni Filoteo Achillini, poeta, letterato e umanista italiano († 1538)
- Hernando de Alarcón, militare spagnolo († 1540)
- Jean d'Auton, religioso, scrittore e poeta francese († 1528)
- Paolo Borgasio, vescovo cattolico e giurista italiano († 1541)
- Maria Branković, nobile († 1495)
- Serafino de' Ciminelli, poeta e musicista italiano († 1500)
- Ennio Filonardi, cardinale e vescovo cattolico italiano († 1549)
- Alfonso Franco, pittore italiano († 1523)
- Blasco Lanza, nobile, avvocato e politico italiano († 1535)
- Biancamaria Martinengo, nobile italiana († 1480)
- Atalante Migliorotti, musicista italiano
- Mōri Hiromoto, militare giapponese († 1506)
- Angelo Pappacoda, vescovo cattolico italiano († 1537)
- Francesco Zorzi, religioso, teologo e filosofo italiano († 1540)
- Berengario da Carpi, medico e anatomista italiano († 1530)
- Costanza da Montefeltro, nobile italiana († 1518)
- Raffaellino del Garbo, pittore italiano († 1524)
- Lorenzo di Piero Sartori, ceramista italiano
- Antonio di Saliba, pittore italiano († 1535)
- Merk Sittich I von Ems zu Hohenems, condottiero e mercenario austriaco († 1533)
- Şehzade Ahmed, principe ottomano († 1513)

## Morti
- 4 gennaio - Muhammad al-Jazuli, personalità religiosa berbera
- 16 gennaio - Alessandro Gonzaga, nobile (n. 1427)
- 16 febbraio - Burkhard von Weißpriach, cardinale e arcivescovo cattolico austriaco
- 8 marzo - Francesco Sforza, nobile italiano (n. 1401)
- 22 marzo - Uesugi Norizane, militare giapponese (n. 1410)
- 31 marzo - Teodoro de Lellis, cardinale, vescovo cattolico e diplomatico italiano (n. 1428)
- 2 aprile - Giovanni Barozzi, cardinale e patriarca cattolico italiano (n. 1420)
- 11 aprile - Guglielmo di Varax, abate e vescovo cattolico francese
- 21 aprile - Bartolomeo Cerveri, religioso italiano (n. 1420)
- 22 aprile - Francesco IV Ordelaffi, nobile italiano (n. 1435)
- 24 aprile - Margherita di Valois-Orléans, nobile francese (n. 1406)
- 12 maggio - Giambattista Pallavicino, vescovo cattolico e letterato italiano
- 14 maggio - Bernardo Giovanni Cabrera, nobile, politico e militare spagnolo (n. 1400)
- 22 maggio - Stefano Vukčić Kosača, nobile bosniaco (n. 1404)
- 30 giugno - Pietro V d'Aragona (n. 1429)
- 18 luglio - Galeazzo Cavriani, vescovo cattolico italiano (n. 1406)
- 4 settembre - Giacomo Tebaldi, cardinale e arcivescovo cattolico italiano
- 6 settembre - Henri Arnault de Zwolle, medico, astronomo e astrologo olandese
- 14 settembre - Giovanni Caccia, religioso italiano
- 25 settembre - Ulrico I della Frisia orientale, conte (n. 1408)
- 7 ottobre - Barbara Manfredi, nobile (n. 1444)
- 7 ottobre - Samuele da Tradate, pittore italiano
- 10 ottobre - Guarnerio d'Artegna, umanista italiano
- 30 ottobre - Johannes Fust, orafo e tipografo tedesco
- 1º dicembre - Giacomo di Cardona e Gandia, cardinale, vescovo cattolico e politico spagnolo
- 13 dicembre - Donatello, scultore, pittore e architetto italiano (n. 1386)
- Andrea Bon, vescovo cattolico italiano
- Giacomo Bracelli, storico e diplomatico italiano (n. 1390)
- Tommaso Caracciolo, V conte di Gerace, nobile italiano
- Jacopo Filippo Crivelli, vescovo cattolico italiano
- Hacı I Giray (n. 1397)
- Guglielmo Raimondo V Moncada, nobile, politico e militare italiano
- Napoleone Fieschi, vescovo cattolico italiano
- Isotta Nogarola, umanista italiana (n. 1418)
- Enguerrand Quarton, pittore e miniaturista francese
- Antonio Roselli, giurista italiano (n. 1381)
- Leonardo Salutati, vescovo cattolico italiano
- Giovanni Tortelli, umanista italiano (n. 1400)
- Zaccaria Trevisan, politico, diplomatico e umanista italiano (n. 1414)
- Nicolaus Zacharie, compositore e cantore italiano
- Enrico di Meclemburgo-Stargard, duca

## Calendario
| Calendario 1466 | Calendario 1466 | Calendario 1466 | Calendario 1466 | Calendario 1466 | Calendario 1466 | Calendario 1466 | Calendario 1466 | Calendario 1466 | Calendario 1466 | Calendario 1466 | Calendario 1466 | Calendario 1466 | Calendario 1466 | Calendario 1466 | Calendario 1466 | Calendario 1466 | Calendario 1466 | Calendario 1466 | Calendario 1466 | Calendario 1466 | Calendario 1466 | Calendario 1466 | Calendario 1466 | Calendario 1466 | Calendario 1466 | Calendario 1466 | Calendario 1466 | Calendario 1466 | Calendario 1466 | Calendario 1466 | Calendario 1466 | Calendario 1466 |
| --------------- | --------------- | --------------- | --------------- | --------------- | --------------- | --------------- | --------------- | --------------- | --------------- | --------------- | --------------- | --------------- | --------------- | --------------- | --------------- | --------------- | --------------- | --------------- | --------------- | --------------- | --------------- | --------------- | --------------- | --------------- | --------------- | --------------- | --------------- | --------------- | --------------- | --------------- | --------------- | --------------- |
|                 | 1               | 2               | 3               | 4               | 5               | 6               | 7               | 8               | 9               | 10              | 11              | 12              | 13              | 14              | 15              | 16              | 17              | 18              | 19              | 20              | 21              | 22              | 23              | 24              | 25              | 26              | 27              | 28              | 29              | 30              | 31              |                 |
| Gennaio         | Me              | Gi              | Ve              | Sa              | Do              | Lu              | Ma              | Me              | Gi              | Ve              | Sa              | Do              | Lu              | Ma              | Me              | Gi              | Ve              | Sa              | Do              | Lu              | Ma              | Me              | Gi              | Ve              | Sa              | Do              | Lu              | Ma              | Me              | Gi              | Ve              |                 |
| Febbraio        | Sa              | Do              | Lu              | Ma              | Me              | Gi              | Ve              | Sa              | Do              | Lu              | Ma              | Me              | Gi              | Ve              | Sa              | Do              | Lu              | Ma              | Me              | Gi              | Ve              | Sa              | Do              | Lu              | Ma              | Me              | Gi              | Ve              |                 |                 |                 |                 |
| Marzo           | Sa              | Do              | Lu              | Ma              | Me              | Gi              | Ve              | Sa              | Do              | Lu              | Ma              | Me              | Gi              | Ve              | Sa              | Do              | Lu              | Ma              | Me              | Gi              | Ve              | Sa              | Do              | Lu              | Ma              | Me              | Gi              | Ve              | Sa              | Do              | Lu              |                 |
| Aprile          | Ma              | Me              | Gi              | Ve              | Sa              | Do              | Lu              | Ma              | Me              | Gi              | Ve              | Sa              | Do              | Lu              | Ma              | Me              | Gi              | Ve              | Sa              | Do              | Lu              | Ma              | Me              | Gi              | Ve              | Sa              | Do              | Lu              | Ma              | Me              |                 |                 |
| Maggio          | Gi              | Ve              | Sa              | Do              | Lu              | Ma              | Me              | Gi              | Ve              | Sa              | Do              | Lu              | Ma              | Me              | Gi              | Ve              | Sa              | Do              | Lu              | Ma              | Me              | Gi              | Ve              | Sa              | Do              | Lu              | Ma              | Me              | Gi              | Ve              | Sa              |                 |
| Giugno          | Do              | Lu              | Ma              | Me              | Gi              | Ve              | Sa              | Do              | Lu              | Ma              | Me              | Gi              | Ve              | Sa              | Do              | Lu              | Ma              | Me              | Gi              | Ve              | Sa              | Do              | Lu              | Ma              | Me              | Gi              | Ve              | Sa              | Do              | Lu              |                 |                 |
| Luglio          | Ma              | Me              | Gi              | Ve              | Sa              | Do              | Lu              | Ma              | Me              | Gi              | Ve              | Sa              | Do              | Lu              | Ma              | Me              | Gi              | Ve              | Sa              | Do              | Lu              | Ma              | Me              | Gi              | Ve              | Sa              | Do              | Lu              | Ma              | Me              | Gi              |                 |
| Agosto          | Ve              | Sa              | Do              | Lu              | Ma              | Me              | Gi              | Ve              | Sa              | Do              | Lu              | Ma              | Me              | Gi              | Ve              | Sa              | Do              | Lu              | Ma              | Me              | Gi              | Ve              | Sa              | Do              | Lu              | Ma              | Me              | Gi              | Ve              | Sa              | Do              |                 |
| Settembre       | Lu              | Ma              | Me              | Gi              | Ve              | Sa              | Do              | Lu              | Ma              | Me              | Gi              | Ve              | Sa              | Do              | Lu              | Ma              | Me              | Gi              | Ve              | Sa              | Do              | Lu              | Ma              | Me              | Gi              | Ve              | Sa              | Do              | Lu              | Ma              |                 |                 |
| Ottobre         | Me              | Gi              | Ve              | Sa              | Do              | Lu              | Ma              | Me              | Gi              | Ve              | Sa              | Do              | Lu              | Ma              | Me              | Gi              | Ve              | Sa              | Do              | Lu              | Ma              | Me              | Gi              | Ve              | Sa              | Do              | Lu              | Ma              | Me              | Gi              | Ve              |                 |
| Novembre        | Sa              | Do              | Lu              | Ma              | Me              | Gi              | Ve              | Sa              | Do              | Lu              | Ma              | Me              | Gi              | Ve              | Sa              | Do              | Lu              | Ma              | Me              | Gi              | Ve              | Sa              | Do              | Lu              | Ma              | Me              | Gi              | Ve              | Sa              | Do              |                 |                 |
| Dicembre        | Lu              | Ma              | Me              | Gi              | Ve              | Sa              | Do              | Lu              | Ma              | Me              | Gi              | Ve              | Sa              | Do              | Lu              | Ma              | Me              | Gi              | Ve              | Sa              | Do              | Lu              | Ma              | Me              | Gi              | Ve              | Sa              | Do              | Lu              | Ma              | Me              |                 |